# Vitbandad svala
Vitbandad svala (Atticora fasciata) är en fågel i familjen svalor inom ordningen tättingar.

## Utseende
Vitbandad svala är en liten och omisskännlig svala. Fjäderdräkten är glansigt svart, i bra ljus metalliskt blåglänsande, med ett lysande vitt bröstband. Den djupt kluvna stjärten syns väl i flykten.

## Utbredning och systematik
Fågeln förekommer från Colombia till Guyana, södra Venezuela, norra Bolivia och Amazonområdet i Brasilien. Den behandlas som monotypisk, det vill säga att den inte delas in i några underarter.

## Levnadssätt
Vitbandad svala hittas utmed låglänta floder, där den nästan alltid ses i par eller i grupper. Den kan vara särdeles vanlig i områden med höga sand- eller jordbankar, vari arten häckar i bohålor. Fågeln kan också ses sitta på exponerade grenar eller kvistar utmed flodens strand.

## Status och hot
Arten har ett stort utbredningsområde, men tros minska i antal, dock inte tillräckligt kraftigt för att den ska betraktas som hotad. Internationella naturvårdsunionen IUCN listar arten som livskraftig (LC).